# Tiro con l'arco ai Giochi della XXI Olimpiade
Si sono svolti 2 eventi: le gare individuali maschili e femminili.

## Podi

### Uomini
| Evento                 | Oro          | Argento           | Bronzo            |
| Individuale (dettagli) | Darrell Pace | Hiroshi Michinaga | Giancarlo Ferrari |

### Donne
| Evento                 | Oro        | Argento          | Bronzo             |
| Individuale (dettagli) | Luann Ryon | Valentina Kovpan | Zebiniso Rustamova |

## Medagliere
| Posizione | Paese            |   |   |   | Totale |
| --------- | ---------------- | - | - | - | ------ |
| 1         | Stati Uniti      | 2 | 0 | 0 | 2      |
| 2         | Unione Sovietica | 0 | 1 | 1 | 2      |
| 3         | Giappone         | 0 | 1 | 0 | 1      |
| 4         | Italia           | 0 | 0 | 1 | 1      |
| Totale    | Totale           | 2 | 2 | 2 | 6      |